# でたらめヒーロー
『でたらめヒーロー』は、読売テレビ制作・日本テレビ系列の木曜ドラマ枠にて2013年4月4日から6月27日まで放送された日本のテレビドラマ。

## 概要
自分勝手でろくでもない男が、ひょんなことから10分間だけ超人的な力を発揮する術を手にしたことから、ヒーローに仕立て上げられ、人助けをする中で成長していく姿を描く。
なお、佐藤隆太演じる主人公の健太が劇中着用するヒーローの衣裳は、2つのデザイン案から視聴者の投票によって決められた。選ばれなかった方のヒーローの衣裳は、偽ゴーグルZ2号が現れた第7話で健太が着用した。
キャッチコピーは、「このヒーロー、史上最低。」

## あらすじ
久住健太は、身勝手で面倒臭がり屋なろくでなし。定職にもつかず、ギャンブルに勤しんでは借金をしてしまうダメ人間。そんな健太の前に姉の息子・大地が現れ、ひょんなことから大地が持っていたドロップを手に入れる。健太がそのドロップを口にすると、10分間だけ通常の10倍の力を発揮するものだった。このことを知った幼馴染の警察官・丹波修司は、自身の手柄のために健太を無理矢理ヒーローに仕立て上げる。こうして健太は、正義のヒーローとして、活躍することになる。

## キャスト

### 主要人物
久住 健太 / ゴーグルZ2号 <31>
演 - 佐藤隆太
静岡県沼津市出身。無職。楽天家だが、面倒なことを嫌い、よく悪巧みを考えてはいつも失敗するろくでなしな男。働きもせずギャンブルで借金を重ねている。修司からは「クズケン」（由来は名前「くずみ けんた」の略）と呼ばれている。高校時代は短距離走の有力選手で活躍が期待されていたが、喫煙問題の濡れ衣を着せられたことで大学のスポーツ推薦も取り消しになり、陸上競技を断念。自身が濡れ衣を着せられたとき、姉・恭子が教師たちに弁明もせず、ひたすらに謝っている姿を見て不信感を持ってしまう。5年前に就職した運送会社で売上金がなくなった際、盗んだ犯人だと決め付けられクビとなった 上、当時交際していた女性との結婚の話もなくなり、それ以降、いくら頑張っても無駄な努力だと思うようになり、ろくでなしに転落してしまう。口癖は「めんどくせえ」。修司によれば味音痴との事で、粒あんをトッピングしたシーフード味のインスタントラーメンを大地に勧められて食べた時「いちご大福並みの大発明」とまで称賛した。
ひょんなことから、大地が持っていた謎のドロップ・トゥーマイを食べると10分間だけ超人的な力を発揮できるようになり、修司に乗せられる形でスーパーヒーロー「ゴーグルZ2号」となる。しかし、トゥーマイの副作用から倦怠感を感じることが多くなり、ついには胸の痛みを訴えて倒れてしまう。事件解決後、父親だと名乗り出た芹沢の元に行くよう大地を追い出したが、夏輝から手渡された大地からの「ヒーロー認定証」を読み、旅立つ大地を追いかけ、お互いに立派になった時にまた会おうと再会を約束した。その後はラーメン店で働き始めている。
丹波 修司 <31>
演 - 塚本高史
健太の小学生時代からの幼馴染で、葛飾東警察署あけぼの北交番 → 葛飾東警察署刑事課勤務の警察官。巡査。1981年10月27日生まれ。静岡県沼津市出身。世渡り上手でおいしい所だけ持っていくタイプ。自身の出世の為に、健太をヒーローに仕立てて事件を解決させ、自分の手柄にしようと企てる。30歳までに刑事になると宣言していたが実現していないため、妻・早苗から早く出世してほしいと言われ続けている。ストレス発散として妻に内緒で合コンに行っており、健太の余計な一言から合コンに行ったことが妻にバレた時には、離婚届の提出寸前のところまで関係が悪化した。
多くの犯罪者を捕まえた健太の活躍のおかげで刑事課に栄転。妻の妊娠を機に家庭の将来を考えるようになる。東京東拘置所から桜木が脱獄し、彼の計略により健太が指名手配された時は、刑事としての立場に苦悩した。恭子の交通事故に疑問を感じ、車載カメラの映像を手に入れ、姉が死亡した原因は事故死ではない可能性が高いと健太に説明する。トゥーマイの事件解決後、自分を鍛え直したいと自ら志願して交番勤務に戻る。
倉田 夏輝 <24>
演 - 本仮屋ユイカ（少女期：今井風花）
コンビニ「モンマート葛飾店」アルバイト店員。将来はイラストレーターとして独立したいと思っている。正義感が強く、曲がったことが嫌い。現在恋人はいないが、ろくでなしな男は対象外。当然ながら健太の事は軽蔑しており、「ていうか、人として終わってるよね」とダメ出ししている。ゴーグルZのファンで、ファンサイトを作成したり、バッグにゴーグルZのキーホルダーをつけている。10年前に土産を買いに行くと約束したきり行方不明となった父・輝彦が帰ってくることを信じていたが、父は2年間2つの家庭で二重生活を送り、やがて恵美が輝代を身篭ったことから母の家庭を捨てていた。父が家を出た事情を知ったときに仕事のミスも重なり、イラストレーターの夢を諦めようとした。しかし健太が家族の元に帰る輝彦と引き合わせ、輝彦が10年前に渡そうとした万年筆を健太から渡されたときに父が家を出た本当の理由を聞き、父親との蟠りが和らぎ、イラストの仕事を再び頑張る決意をした。
味音痴であり、シーフード味のインスタントラーメンに粒あんをトッピングするなど、個性的なちょい足しレシピを披露する。ゴーグルZの扮装をした健太にゴーグルZ2号と名づけた。粒あんをトッピングしたシーフード味のインスタントラーメンをゴーグルZ2号と健太がそれぞれに食べていたことからその正体を知るのと同時に、顔を合わせると憎まれ口を叩き合う健太に対して無意識のうちに好意を寄せていたことに気づき、桜木錠一から救出された時に健太に告白し、互いの気持ちを確かめ合う。また大地からのアドバイスで「あんた」から「健太君」と呼ぶようになる。
久住 大地 <8>
演 - 秋元黎
恭子の息子で、健太の甥にあたる。東京都葛飾区立北あけぼの小学校3年1組。2005年5月14日生まれ。幼くして大人びており、現実的で冷静な考えをする。生前恭子からトゥーマイの入ったドロップ缶を託され、困ったことがあったら健太を訪ねるよう言われており、一時預けられていた恭子の友人の元から突然姿を消し、健太の部屋に現れる。健太に正論を言うが、彼からは鬱陶しがられている。当初トゥーマイは1個につき1万円と交換していたが、健太がゴーグルZ2号だと知ってからは金がなくてもトゥーマイを渡し、ゴーグルZ2号に扮装し悪者をやっつける健太を応援している。
事件解決後、父親だと名乗り出た芹沢の元に行くよう健太に追い出されたが、アメリカへ出発する日に、追いかけてきた健太とお互いに立派になった時にまた会おうと再会を約束し、ゴーグルZ3号になることを誓う。この時、トゥーマイのかけらを口にし、健太同様、能力が発揮された。
白井 麻里 <28>
演 - 原幹恵
1985年7月3日生まれ。血液型O型。葛飾ハローワークの職員。健太が憧れを寄せている美女。辛い物が好き。元々お嬢様育ちだったが、5年前に父親が入院し、母親も過労で倒れ、たった一人で父の入院費や母の面倒を見ている。毎日のように母から金を要求される日々から脱け出すため、玉の輿を狙い、男を値踏みして金持ちの男性を探していたところ、夏輝に黒木を紹介してもらう。このとき彼から謎のドロップを食べた後の健太の血液を手に入れてほしいと依頼され、健太の好意を利用して誘い出し、スタンガンで気絶させて血液を手に入れ、黒木に取引を持ちかけた。黒木の配下に連れ去られそうになったところを健太に助けられた後、これまでの苦悩を告白し、自らを最低な女だと自嘲する。「金がなく最低な毎日を過ごしていたとき、ハローワークに行くと白井さんの笑顔と優しい言葉に救われた」と健太のぶっきらぼうだが暖かい言葉に涙した。父親の病状が良くなったのを機に、家族で田舎に帰る。
黒木 慶 <56>
演 - 小日向文世
北洋製薬社長。態度と言動は穏やかかつ丁寧だが、その本質はどんな悪質な手段の行使も辞さないマキャベリアン。時折ポータブルテープレコーダーで何かを聞いている。
恭子が開発した超人的な力を発揮する薬「トゥーマイ」の研究データを狙っており、部下・岸谷に命令しゴーグルZ2号の正体を調べ始める。夏輝にイラストの仕事を紹介したり、玉の輿を狙って近づいてきた麻里を利用しようと企む。岸谷に撃たれたが、トゥーマイを口にした健太が病院に運び、一命を取り留める。
ローゼン氏病を患った娘・優子のために特効薬の開発を進めていたが、資金難で完成できず 優子は10年前に亡くなった。それ以降、娘の命を奪ったローゼン氏病を無くすためなら何だってする非情な人間に変わってしまう。
健太から痛烈な別れの言葉を投げかけられた後、生前にテープ録音されていた娘の声を改めて病室で聴き、今まで犯してきた罪を悔いていた。

### その他
久住 恭子
演 - ちすん
健太の姉。大地の母親。4月4日生まれ。「トゥーマイ」を開発した天才科学者。健太に大地を託すという遺言を遺し、1週間前に交通事故で亡くなる。健太の喫煙問題で学校に呼び出された時、弟の無実を信じ、大学のスポーツ推薦を取り消さないよう校長たちに頭を下げたがその嘆願は聞き入れてもらえなかった。8年前は芹沢と恋人同士だったが、アメリカと日本で離れて暮らすようになった今でも芹沢のことが大好きだと大地に語っていた。彼女の死に関して一時期、黒木によって殺害された疑惑が浮上していたが、最終話で野生動物を避けようとした末の事故死であることが正式に判明する。
丹波 早苗 <32>
演 - 小野真弓
1981年3月12日生まれ。修司の妻。旧姓：小田。夫の昇進を願い、プレッシャーをかける鬼嫁だが、愛情は深い。修司と婚約した頃の料理を再現しようとしていたとき、健太に協力してもらった。
芹沢 春樹 <43>
演 - 西村和彦（第6 - 13話）
科学者。恭子の元同僚。アメリカから黒木に呼ばれ、「トゥーマイ」の研究・解析を依頼される。恭子が事故で死亡する前に「トゥーマイ」のことを電話で相談され、彼女が何を伝えようとしていたのかを探る目的もあって、黒木の研究に協力する。恭子の月命日に墓参りに行った際、偶然彼女の弟・健太に出会い、弟が高校時代に事件を起こしてしまった時、恭子は最後まで弟の無実を信じていたと話す。黒木は大地を自分の息子と偽り、トゥーマイの被験者として利用しようと計画するが、子供の命を危険に晒すわけにはいかないと黒木に反旗を翻す。
8年前に恭子と恋人同士だったが、シカゴの大学から研究協力要請があり、アメリカへ出発する前に恭子にプロポーズすることができなかった。トゥーマイをめぐる一連の事件の解決後、再度DNAを調べ直した結果、自身が大地の父親であることが判明し、大地を引き取る。
水沢 静香 <38>
演 - 松尾諭
葛飾区立北あけぼの小学校 教諭。大地が転入した3年1組の担任。名前からよく女性に間違えられる。家庭訪問の際、近所の人から聞いた話から健太が大地の保護者としてふさわしくないと考え、児童相談所に相談しようとする。
清水
演 - 野村たかし
コンビニ「モンマート葛飾店」店長。
岸谷
演 - 飛坂光輝
黒木の部下。恭子と大地の行方を捜すよう黒木から命じられる。実は北洋製薬と業務提携を結んだアメリカのバイオ医薬品会社・PEACEの関係者で、トゥーマイの秘密保持のために黒木を撃ち、その場にいた健太たちを全員射殺しようとしたが、駆けつけた修司に取り押さえられる。

### ゲスト
複数話登場の場合は括弧（）内に表記
第1話
- 小暮（弁護士） - 升毅
- 桜木 錠一 (38)（コンビニ強盗犯・東京東拘置所脱獄犯） - 杉崎真宏（第11話）

第2話
- 川島 陽平 (31)（葛飾東消防署消防士） - 金子昇
- マッスルオカバヤシ（BARSTRONG従業員・アームレスリング大会出場者） - 岡林裕二
- イワノフ・アレクサンドロヴィッチ・チュメニキン（BARSTRONG従業員・アームレスリング大会出場者） - マイク・ジバーグ

第3話
- 松倉 彩子（美人局の主犯） - 上野なつひ
- 安藤 達郎（美人局の主犯） - 宮本大誠

第4話
- 北条 慎 (32)（葛飾ハローワーク職員） - 野間口徹

第5話
- 吉岡 孝則 (47)（中越南運輸・健太の元上司） - 近江谷太朗

第6話
- 星野 萌絵 (18)（アイドル） - 宮澤佐江
- 早野（萌絵のマネージャー） - 中谷竜
- ダンディ坂野（本人）

第7話
- 小林 光男 (22)（東都大学学生 / 偽ゴーグルZ2号） - 尾上寛之

第8話
- 青木 昇 (31)（元三供化成陸上部員・健太の陸上部時代のライバル） - 川村陽介
- 山下 哲夫 (55)（三供化成陸上部監督） - 剛州

第9話
- 倉田 輝彦（夏輝の父親・初代ゴーグルZ） - 小林隆
- 永田 寿（帝談出版雑誌編集長） - 佐藤一平
- 倉田 恵美（輝彦の妻） - 阿南敦子
- 倉田 輝代（輝彦と恵美の娘・中学生） - 奈良木未羽

第13話
- 黒木 優子（黒木の娘・ローゼン氏病を患い他界） - 川島鈴遥
- 川平慈英（本人）

## 用語
ドロップ
本作のキーアイテム。トゥーマイを含んだ5色の飴玉で、舐めると10分間だけ身体能力が10倍に跳ね上がり、色別に五感が1つずつ強化される。
なお、デザインは『パズドラ』のパズルに登場する5種類の攻撃ドロップが元ネタになっており、赤ドロップは火属性ドロップ、緑ドロップは木属性ドロップ、青ドロップは水属性ドロップ、紫ドロップは闇属性ドロップ、黄ドロップは光属性ドロップのデザインに基づく。
赤
視覚が強化される。銃弾など高速で動く物体を視認できる他、遠くの人物もはっきり見分けられる。
緑
聴覚が強化される。耳を澄ませば、どこから聞こえる音もしっかり判別できる。
青
嗅覚が強化される。特定の人物の持ち物を嗅ぐ事で匂いを覚え、その人物を追跡できる。
紫
触覚が強化される。痛みや痺れも強化されるため初登場時にはあまり役立たないと思われていたが、後に、目を閉じていても肌に感じる風の流れから相手の動きを察知できるという利点が判明する。
黄
味覚が強化される。食べた物の味がはっきり分かるだけでなく、それに使われている調味料を判別できる。効果持続中に食べた物だけでなく、過去に食べた物に関しても分かる。
トゥーマイ
恭子がローゼン氏病の特効薬を開発している過程で偶然生み出した薬。服用すると10分間だけ身体能力が強化される。黒木によると、薬品名「トゥーマイ」は「生命の希望」を意味する（第12話より）。
黒木によって軍事転用の研究が始まり、戦争で使われる薬を作ることに耐えられなくなった恭子が薬をドロップに見せかけて研究室から持ち出し、北洋製薬から追われる中で自身の命の危険を感じたため、トゥーマイの入ったドロップ缶を大地に託した。このドロップは恭子が製造時に仕掛けたプロテクトの作用で健太と大地にしか効果を発揮しないが、服用を続けると、その副作用として倦怠感や胸の痛みに襲われる。黒木の策略でプロテクトが解除されたサンプルが芹沢によって開発されており、事件解決後は病院に搬送する途中で黒木からくすねた健太経由で芹沢の手に戻っている。開発経緯上、サンプルの存在自体がローゼン氏病の特効薬開発における重要なファクターであり、健太からサンプルを渡された芹沢は「特効薬開発が継続できる」と喜んだ。
ゴーグルZ
夏輝が作成したゴーグルZのファンサイトによると、ゴーグルZは13年前に山梨テレビで放送されていた特撮ヒーロー番組で、夏輝の父・輝彦が演じた初代ゴーグルZは地域の平和を守るため、名産品の紹介や防犯活動に日夜全力投球していた（第7話より）。決め技は「ゴーグルサンダー」。
コンビニに押し入った桜木の人質となった夏輝を救出しに来た健太が（修司が偶然持っていた）ゴーグルZのコスチュームを着用していたのを見て、夏輝が「ゴーグルZ2号」と命名。しかし健太は、この「2号」というネーミングに違和感があるらしく、自分から名乗る時は「ゴーグルZ・ナンバー2」と呼称している。最終的に健太が「ゴーグルZ2号は死亡した」というデマを流し、ゴーグルZ2号を引退した。
ローゼン氏病
作中で存在が語られる架空の病気。詳細は明かされていないが相当な難病らしく、この病気の存在が本作の物語開始の遠因の一つとなった。

## スタッフ
- 脚本 - 根津理香、徳永友一、おかざきさとこ
- 音楽 - 松下昇平（M-Swift）
- 演出 - 国本雅広（ケイファクトリー）、石川北二、爲川裕之
- 主題歌 - GReeeeN「HEROES」（NAYUTAWAVE RECORDS）[注 11]
- 脚本協力 - 関口暁
- 演出補 - 片山慎三
- VFXスーパーバイザー - 岡野正広
- アクションコーディネート - 佐々木修平
- ガンエフェクト - 早川光
- ドロップ協力 - パズドラ
- コスチューム制作 - 横内浩樹
- イラスト制作 - 越前菜都子
- ランニング指導 - 菅野優太（第8話）
- DNA資料提供 - ソリューション
- 医療指導 - 原義明
- 技術協力 - ファーストショット
- 照明協力 - テレテック
- 美術協力 - フジアール
- 音響効果 - アックス
- チーフプロデューサー - 木谷俊樹
- プロデューサー - 岡本浩一、中間利彦 / 国本雅広、宮川晶（ケイファクトリー）
- AP - 佐藤友治
- 制作協力 - ケイファクトリー
- 制作著作 - 読売テレビ

## 放送日程
| 放送回    | 放送日  | サブタイトル                         | 脚本           | 演出     |
| --------- | ------- | ------------------------------------ | -------------- | -------- |
| episode1  | 4月04日 | 史上最低のクズ男が10分間だけ大変身!  | 根津理香       | 国本雅広 |
| episode2  | 4月11日 | 絶体絶命! デートの相手は連続放火魔!  | 根津理香       | 国本雅広 |
| episode3  | 4月18日 | 合コンにひそむ罠! セクシー美女の正体 | 徳永友一       | 石川北二 |
| episode4  | 4月25日 | 狙われた入浴美女! 変態ストーカー倒せ | 根津理香       | 石川北二 |
| episode5  | 5月02日 | クズになった本当の理由…命がけの救出  | 徳永友一       | 国本雅広 |
| episode6  | 5月09日 | 人気女性アイドルを密室監禁する変態男 | 徳永友一       | 石川北二 |
| episode7  | 5月16日 | 連続通り魔の正体!? 命をかけた救出劇! | 根津理香       | 爲川裕之 |
| episode8  | 5月23日 | かつてのライバルが拳銃脅迫! 涙の対決 | おかざきさとこ | 国本雅広 |
| episode9  | 5月30日 | 失踪した父との再会 悲しみと涙の別れ! | 根津理香       | 国本雅広 |
| episode10 | 6月06日 | 恋心を利用した罠! 内に秘めた涙の告白 | 徳永友一       | 石川北二 |
| episode11 | 6月13日 | まさかの指名手配! 親友に向けられた銃 | 根津理香       | 爲川裕之 |
| episode12 | 6月20日 | クズは子供を守れるのか? 命懸けの選択 | 徳永友一       | 国本雅広 |
| episode13 | 6月27日 | 最後の言葉はありがとう…別れは突然に  | 根津理香       | 国本雅広 |

## 放送
- episode2は『ダウンタウンDX』が『ダウンタウンDX 春の豪華90分スペシャル』として拡大放送されたため、翌4月12日 0:28 - 1:23放送。
- episode9は『キリンチャレンジカップサッカー2013 日本代表×ブルガリア代表』中継のため、翌5月31日 0:28 - 1:23放送。
- episode10は『NEWS ZERO』が「7daysチャレンジTV」で放送時間を10分延長したため、翌6月7日 0:08 - 1:03放送。
- episode12は『キリンチャレンジカップサッカー2013 なでしこジャパン×ニュージーランド女子代表』中継のため、翌6月21日 0:28 - 1:23放送。
- episode13は読売テレビ開局55周年記念ドラマ『怪物』放送のため、翌6月28日 0:18 - 1:13放送。

## タイアップ
ガンホー・オンライン・エンターテイメント:スマートフォン向けのパズルRPGアプリケーションであるパズル&ドラゴンズで謎のドロップが放送期間中に登場し、ゲーム内アイテムとして利用できる。